# だってサルなんだもん
「だってサルなんだもん」は、いしかわじゅんが週刊アスキーおよび、その前身にあたるEYE-COMにて18年間連載したエッセイである。週刊アスキー2008年7月8日号で最終回を迎えた。全645回。略称は「だサル」、英題は"BECAUSE I AM A MONKEY"。

## 概要
1990年、EYE-COMに「めざせダイナブッカー!」という連載が始まった。この連載は、当時いしかわが所有していた初代ダイナブックを、いしかわが使いこなせるように担当編集がレクチャーするというものだったが、いしかわが98互換機やマックを導入したことにより全26回で終了し、新たに「だってサルなんだもん」の連載が開始された。
連載の主な内容は、「いしかわのコンピュータを使いやすいようにカスタマイズする」「いしかわのコンピュータに発生したトラブルを解決する」「コンピュータに関連したイベントの取材」などであったが、担当編集者が南條になったあたりから日常の話題をネタにすることが増え、コンピュータをネタにすることは減っていった。
この連載では、コンピュータのカスタマイズを行ったりコンピュータを修復しようとすると、たいていうまくいかず、何週にもまたがって同じ問題に取り組むはめになることが半ばお約束の展開となっている。また、場合によっては担当編集者のミスでトラブルが解決しなかったり、連載のネタづくりができなかったりということがままあり、いしかわはこのことを「ボケ」と呼んでいたが、代を重ねても担当編集者は「ボケ」続けるため、次第に「伝統芸」と書かれるようになっていった。
また、いしかわは連載中に何度も「（この連載は）原稿料が少ない」「持ち出しが多い」「やればやるほど損をする連載」と書いていた。
その後、EYE-COMの週刊化に伴い掲載誌が週刊アスキーに変わり、2008年7月8日号まで18年間続く長期連載となった。
ページ右肩にいしかわ本人による「ウッキーくん」という4コマ漫画が掲載されていた。作者は「ウッキーいしかわ」名義だったが、時折「いかしわ」などのバリエーションも見られた。

## 担当編集者の変遷
- 初代 　F岡
- 2代目　塚T
- 3代目　M野
- 4代目　ジャイアン鈴木
- 5代目　青山
- 6代目　久保田
- 7代目　井上
- 8代目　エモやん
- 9代目　こーのス
- 10代目 南條
- 11代目 エモやん

## 単行本
- だってサルなんだもん第一巻～第八巻
- だサル　コンピューター魔道篇
- いしかわ式